# Ихоромбе
Ихоромбе (на френски: Ihorombe) е един от двадесет и двата региона на Мадагаскар.
- Столица: Ихоси
- Площ: 26 391 км²
- Население (по преброяване през май 2018 г.): 418 520 души
- Гъстота на населението: 15,86 души/км²[1]

Регион Ихоромбе е разположен в провинция Фианаратсоа, в южната част на страната. Разделен е на 3 района.